# Rheinflug RW-3
Die  Rheinflug RW-3 Multoplane  bzw. Passat war das erste Leichtflugzeug, das in Deutschland nach dem Zweiten Weltkrieg in Serie gefertigt wurde. Es wurde ursprünglich von Rhein-Westflug Fischer & Co. entwickelt und nach Übertragung der Lizenzrechte an die Rhein-Flugzeugbau GmbH von dieser in einer kleinen Serie hergestellt. Als Verwendungszweck wurde Schule, Sport und Reise angegeben.

## Geschichte
1955 gründete Hanno Fischer die Rhein-Westflug Fischer & Co. in Köln-Porz und begann mit der Entwicklung der RW-3, nachdem er ab 1951 mit der FiBo 2A  bereits ein Flugzeug mit ähnlicher Auslegung gebaut hatte. Der Erstflug des Prototyps V1 mit dem Kennzeichen D-EJAS erfolgte im Februar 1956 in Bonn. Er meldete ihn danach für die Teilnahme am Deutschlandflug 1956 an, was jedoch nach einem Landeunfall am 22. Juni 1956, bei dem die Maschine schwer beschädigt wurde nicht möglich war. Der Erstflug des daraufhin notwendigen zweiten Prototyps V2 (A-2) mit dem Kennzeichen D-EKUM erfolgte dann im Februar 1957, so dass Fischers Maschine erst 1957 am Deutschlandflug teilnehmen konnte. Beide Prototypen waren mit Flügeln von 15 m Spannweite ausgerüstet, wobei die Konstruktion es erlaubte durch Entfernen von Teilstücken die Spannweite auf 10 m zu reduzieren.
Am 20. August 1959 erteilte das Luftfahrt-Bundesamt die Musterzulassung 509/SA für die RW-3. Als Musterhalter fungierte RWF. Am 7. November 1960 folgte die FAA-Musterzulassung, die allerdings nicht mehr durch RWF, sondern bereits durch den Lizenznehmer RFB gehalten wurde.
Der Serienbau bei der Rhein-Flugzeugbau begann nach der Fertigstellung des dritten Prototyps V3 mit dem Kennzeichen D-ELYT im Februar 1958. Die Auslieferung dieser ersten Maschine erfolgte dann am 27. März 1958. Alle Serienmaschinen wurden mit den kurzen Tragflächen ausgeliefert. Nach der Herstellung der einzelnen Bauteile im Krefelder Werk erfolgte die Endmontage und das Einfliegen auf dem Flughafen Mönchengladbach. Die Serienfertigung endete schon 1960 nach nur 19 Serienmaschinen, da sich der Antrieb als zu schwach herausstellte und sich so kaum Käufer fanden. Versuche, dies durch den Einbau eines Continental C-90 Motors mit 66 kW Leistung im Jahr 1958 zu beheben, brachten keinen Erfolg. 1963 wurde schließlich noch eine weitere Maschine im Amateurbau fertiggestellt.
Ende der achtziger Jahre wurde die V2 als Erprobungsträger für den von Hanno Fischer entwickelten FF Whisperfan verwendet. Dabei erhielt das Flugzeug einen leichteren und stärkeren Rotax-914-Motor, der in den siebziger Jahren im Fantrainer AWI-2 verwendet wurde, sowie zwei Whisper-Fans, die am Heck rechts und links des Rumpfs angeordnet wurden. Anfang der neunziger Jahre erfolgte in Mönchengladbach ein umfangreiches Lärmerprobungsverfahren mit dieser RW-3M, in dessen Verlauf eine Lärmreduzierung von 74 dBA bei der konventionellen RW-3 auf 62 dBA bei der mit dem Whisper-Fan ausgestatteten Variante erreicht wurde. Durch die gleichzeitige Verdoppelung der Motorleistung konnte die RW-3 endlich auch zufriedenstellende Flugleistungen erreichen. Die V2 wurde nach Abschluss der Versuche wieder in die ursprüngliche Konfiguration zurückgerüstet und ist zurzeit die letzte noch fliegende RW-3.

## Konstruktion

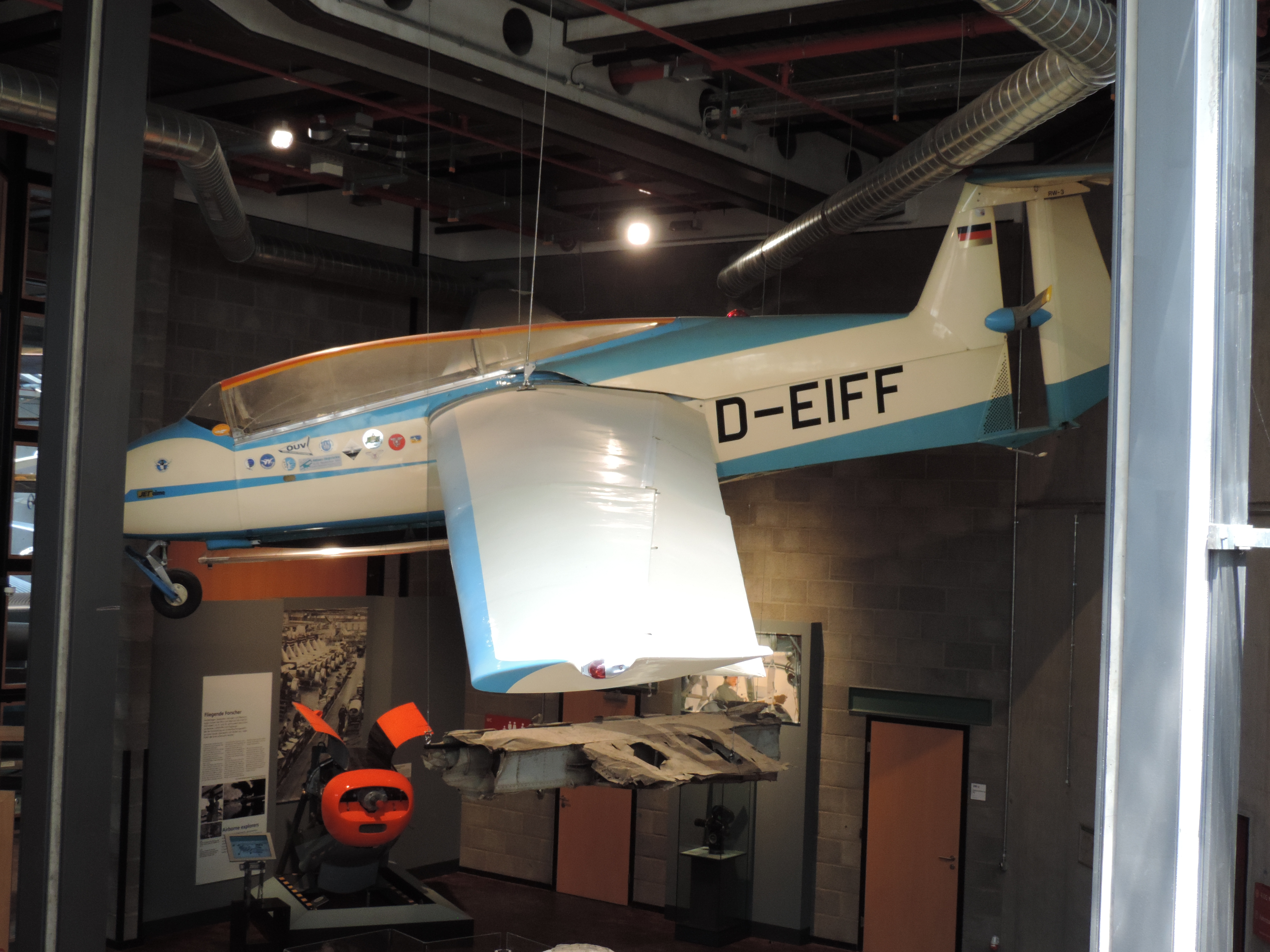
Rheinflug RW-3 im Technikmuseum Berlin

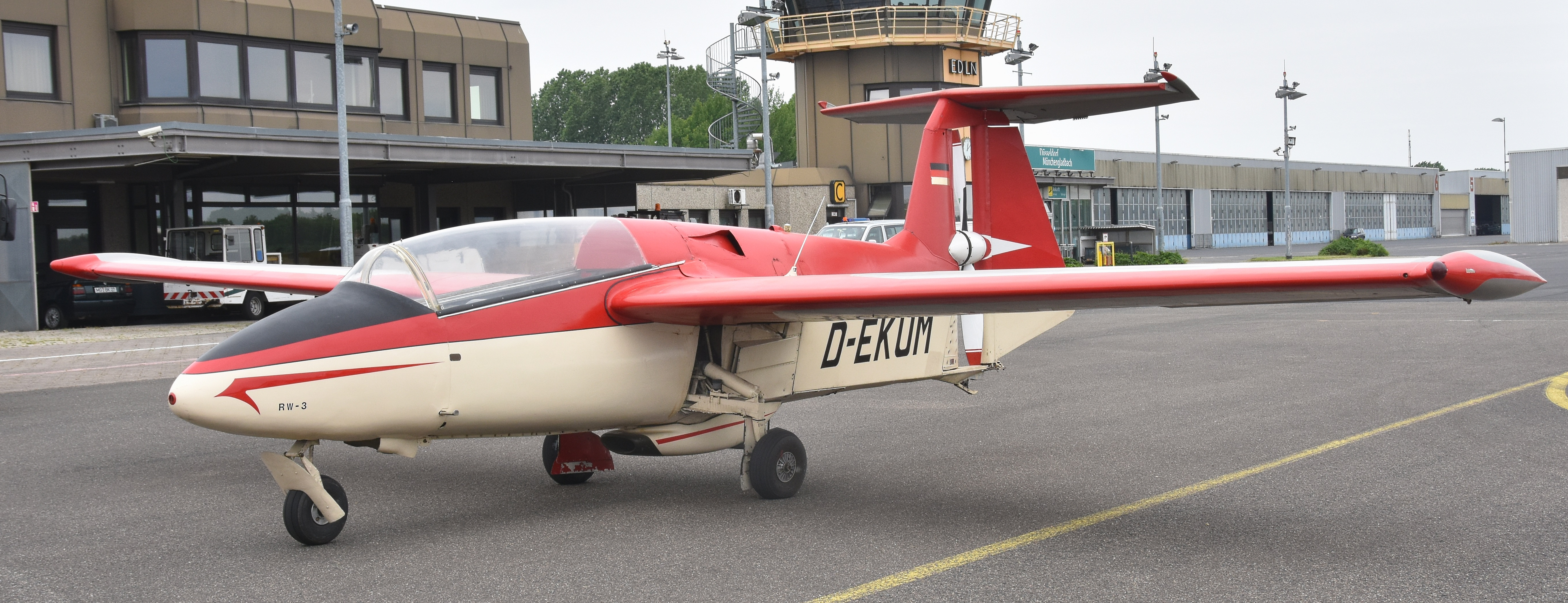
Rhein-Westflug Fischer RWF (RFB) RW-3 (V2) Mai 2019 in Mönchengladbach (MGL)

Die zweisitzige RW-3 war ein einmotoriger freitragender Mitteldecker, der eine unkonventionelle Auslegung besaß. Das Triebwerk war vollständig im Rumpf untergebracht und trieb über eine Fernwelle den Druckpropeller an, der sich in einem Schlitz der Seitenflosse drehte. Die Besatzung saß in Tandemanordnung unter einer großen Vollsichthaube.
Das Flugzeug besaß einen vierteiligen einholmigen Ganzmetallflügel mit Laminarprofil und abnehmbaren Außenflügeln. Die Hinterkanten der Innenteile waren als zweiteilige Klappen ausgebildet, während die Hinterkanten der Außenteile in ungeteilten Klappen endeten.
Der Rumpf war eine geschweißte Stahlrohrkonstruktion, die vorne mit abnehmbaren Kunststoffschalen verkleidet und hinten stoffbespannt war. Das als T-Leitwerk ausgelegte freitragende Ganzmetall-Leitwerk hatte stoffbespannte Ruder. Die durchgehende Höhenflosse war auf der mit einem Schlitz versehenen Seitenflosse aufgesetzt.
Die RW-3 besaß ein einziehbares Bugradfahrwerk. Das Einziehen des Hauptfahrwerks wurde elektrisch vorgenommen, die Auslösung hierfür erfolgte durch das mechanische Einziehen des Bugrades.
Während die erste Serienausführung noch mit dem Porsche 678/0 ausgerüstet wurde, der eine Leistung von 48 kW (65 PS) lieferte, erfolgte danach eine Umstellung auf den 55 kW (75 PS) leistenden Porsche 678/4. Die Zufuhr der Gebläseluft zur Motorkühlung erfolgte durch Hutzen in den Seitenwänden des Rumpfes oberhalb der Tragfläche. Der Luftauslass war ein dreieckiger Segmentausschnitt an der rechten Seite des als Schneide auslaufenden Rumpfes. Der Motor trieb einen starren Zweiblatt-Propeller an.
Die Entwicklung der RW-3 wurde durch Rhein-Westflug mit zwei Patenten gesichert:
- Motorflugzeug mit T-Leitwerk, DE1034037B vom 5. September 1956[3]
- Verfahren zur Fertigung von Flugzeugtragflaechen und -leitwerksflaechen, DE1059770 vom 23. Januar 1957[4]

## Nutzung
Angeboten wurde die RW-3 als Reiseflugzeug für zwei Personen und als Trainingsflugzeug jeweils mit langen Tragflächen und als kunstflugtaugliches Segelflugzeug mit kurzen Tragflächen.

## Varianten

### RW-3 „Multoplane“
RW-3a/P 75Dies war die Bezeichnung für die Normalausführung für Schul- und Kunstflüge mit einer Tragfläche mit 10 m Spannweite. Sie wurden wahlweise mit oder ohne Randkeulen ausgeliefert.
RW-3b/P 75Bezeichnung für die Ausführung mit der vierteiligen Tragfläche von 15,40 m Spannweite, die als Motorsegler, Schul-, Sport- oder Reiseflugzeug einsetzbar war. Diese Version entstand durch den Anbau von zusätzlichen Flächenenden an den Flügel der Normalausführung. Diese Außenflügel besaßen Querruder, dadurch konnten die normalen Querruder des kurzen Flügels als Landeklappen verwendet werden.

### RW-3 „Passat“
Diese ab Mitte 1961 produzierte Ausführung verwendete statt des Porsche-Motors ein leistungsstärkeres Lycoming-Triebwerk mit einer Leistung von 110 kW (150 PS). Der Prototyp der Passat (Kennzeichen: D-ELYL) machte Mitte Mai 1961 seinen Erstflug. Die Passat entspricht im Aufbau weitgehend der Multoplane. Außer dem Einbau des stärkeren Triebwerks, das auch wahlweise mit einem elektrischen Verstellpropeller  gekoppelt werden konnte, wurden noch nachstehende Änderungen durchgeführt:
- Aufbau des Rumpfhecks als Leichtmetallschale,

- Verlängerung des Rumpfbugs zur Aufnahme des zusätzlichen Landescheinwerfers,
- Aufbau der Querruder und Landeklappen aus Metall mit Schaumstoffkern,
- Nachtflugausrüstung, Vergrößerung des Propellerdurchmessers von 1,50 auf 1,70 m,
- Erweiterung des Luftschraubenspaltes zur Lärmverminderung,
- Vergrößerung der Brennstoffkapazität,
- Größere Räder (420×160 statt 380×150) und hydraulische statt mechanische Bremsen,
- Erhöhung der Kabine über dem zweiten Sitz

Auch von der Passat wurden zwei Varianten angeboten:
RW-3a/L 150Normalausführung für Schul-, Reise- oder Kunstflug mit 10-m-Tragfläche.
RW-3b/L 150Ausführung mit der vierteiligen Tragfläche. Verwendung als Motorsegler sowie Schul- und Reiseflugzeug. Mit abgestelltem Triebwerk betrug die beste Gleitzahl 25, die geringste Sinkgeschwindigkeit 1,40 m/s.

### RW-3M
Versuchsträger für den Whisper-Fan um 1990 mit Rotax 914 Motor (Umbau V2)

## Verkaufszahlen / Bestellungen und Auslieferungen
Zwei Prototypen wurden von Rhein-Westflug bei der Firma Gomolzig in Wuppertal 1955 und 1956 hergestellt. Die Rhein-Flugzeugbau GmbH hatte 1956 die Rechte zur Fertigung von 25 RW-3 bei Rhein-Westflug erworben. Die Baugruppenfertigung erfolgte im RFB-Werk in Krefeld. Die Endmontage der ersten Serienflugzeuge fand zunächst in Essen statt. Ab 1958 entstand eine Endmontage-Linie am Flugplatz Mönchengladbach-Neersen, in der bis 1961 nachweislich 22 Flugzeuge gebaut wurden. Zwei weitere Flugzeuge wurden bis 1965 vermutlich auf privater Basis mit noch existierenden Baugruppen, u. a. beim Aero-Club Mülheim fertiggestellt.
Die Flugzeuge wurden vornehmlich nach Deutschland und Südamerika verkauft. Einzelstücke gingen auch nach Holland und Dänemark. Mitte der sechziger Jahre gingen einige Maschine zur Zweitverwendung in die USA.

## Zwischenfälle
- RWF RW-3, V1, D-EJAS, 22. Juni 1956, zerstört bei Bodenberührung in Hangelar durch Pilotenfehler
- RFB RW-3, WNr. 001, PH-OEN, 20. Dezember 1965, zerstört bei Landeunfall Rotterdam
- RFB RW-3, WNr. 002, D-EMAZ, 7. Oktober 1973, Unfall
- RFB RW-3, WNr. 003, OY-ADZ, ??.??.????, Absturz bei Naksov nach Tod des Piloten
- RFB RW-3, WNr. 010, N4949E, 6. April 1969, Motorausfall bei Start in Morriton
- RFB RW-3, WNr. 014, D-EBUV, ??.10.1959, Unfall
- RFB RW-3, WNr. 018, D-EDIW, 1. April 1962, Absturz bei Nordhorn nach Überziehen (BFU-Bericht 831-0401/62)
- RFB RW-3, WNr. 020, D-EDYW, 14. April 1964, zerstört bei Notlandung bei Egnach, CH mit leeren Tanks
- RFB RW-3, WNr. ???, HK-803, 25. März 1959, Absturz in Nebel bei Bolívar, Kolumbien
- RFB RW-3, V2, D-EKUM, 19. Juni 2017, Notlandung nach Motorausfall bei Moers-Kapellen. Der Pilot, Hanno Fischer, und die Maschine blieben unversehrt.[6][7]

## Technische Daten
| Kenngröße             | RW-3a/P 75                                                                  | RW-3b/P 75                                                                  | RW-3a/L 150                                                             | RW-3b/L 150                                                             |
| --------------------- | --------------------------------------------------------------------------- | --------------------------------------------------------------------------- | ----------------------------------------------------------------------- | ----------------------------------------------------------------------- |
| Besatzung             | 2                                                                           | 2                                                                           | 2                                                                       | 2                                                                       |
| Länge                 | 7,42 m                                                                      | 7,42 m                                                                      | 7,90 m                                                                  | 7,90 m                                                                  |
| Spannweite            | 10 m (ohne Randkeule) 10,40 m (mit Randkeulen)                              | 15,40 m                                                                     | 10,40 m                                                                 | 15,40 m                                                                 |
| Höhe                  | 2,48 m                                                                      | 2,48 m                                                                      | 2,58 m                                                                  | 2,58 m                                                                  |
| Flügelfläche          | 14,0 m²                                                                     | 18,0 m²                                                                     | 14,0 m²                                                                 | 18,0 m²                                                                 |
| Leermasse             | 600 kg                                                                      | 640 kg                                                                      | 690 kg                                                                  | 720 kg                                                                  |
| Startmasse            | 780 kg normal 900 kg max.                                                   | 820 kg normal 900 kg max.                                                   | 1000 kg                                                                 | 1000 kg                                                                 |
| Reisegeschwindigkeit  | 180 km/h                                                                    | 175 km/h                                                                    | 250 km/h                                                                | 210 km/h                                                                |
| Höchstgeschwindigkeit | 210 km/h                                                                    | 200 km/h                                                                    | 270 km/h                                                                | 240 km/h                                                                |
| Dienstgipfelhöhe      | 4500 m                                                                      | 5500 m                                                                      | 5500 m                                                                  | 7000 m                                                                  |
| Reichweite            | 800 km                                                                      | 800 km                                                                      | 920 km                                                                  | 840 km                                                                  |
| Triebwerke            | 1 × Porsche PFM 678/4, 55 kW (75 PS) gebläsegekühlter 4-Zylinder-Boxermotor | 1 × Porsche PFM 678/4, 55 kW (75 PS) gebläsegekühlter 4-Zylinder-Boxermotor | 1 × Lycoming O-320, 110 kW (150 PS) luftgekühlter 4-Zylinder-Boxermotor | 1 × Lycoming O-320, 110 kW (150 PS) luftgekühlter 4-Zylinder-Boxermotor |

## Verbleib
Die letzten RW-3:
- RWF RW-3, V2, D-EKUM, flugfähig in Mönchengladbach
- RFB RW-3, WNr. 005, D-EFUP, noch 2005 in Papenburg
- RFB RW-3, WNr. 009, D-EIFF, im Technikmuseum Berlin
- RFB RW-3, WNr. 023, D-EFTV, im Luftfahrtmuseum Laatzen